# Edevaldo de Freitas
Edevaldo de Freitas, alias Edevaldo (* 28. Januar 1958 in Campos dos Goytacazes) ist ein ehemaliger brasilianischer Fußballspieler, der als Verteidiger auf der rechten Seite spielte.

## Karriere
Während seiner Karriere (1979–1998) spielte er für zahlreiche Clubs, unter anderem für die brasilianischen Vereine Fluminense FC, SC Internacional, CR Vasco da Gama, Botafogo FR, Bangu AC, Vila Nova FC, America FC (RJ), AA Portuguesa (RJ) und in Portugal für den FC Porto.
1980 gewann er die Staatsmeisterschaft des Bundesstaates Rio de Janeiro und 1982 die João Gamper Trophäe in Spanien. Mit dem FC Porto holte er die portugiesische Meisterschaft 1985/86.

## Nationalmannschaft
Er spielte zwischen dem Oktober 1980 und dem Juli 1982 18 mal für die brasilianische Fußballnationalmannschaft. 
Zudem nahm er an der Mundialito Ende 1980/Anfang 1981 teil und traf dabei einmal beim 1:1 gegen Argentinien.
Er war im Kader der Seleção bei der Fußball-Weltmeisterschaft 1982 und wurde einmal eingesetzt.